# Philip C. Rutledge
Philip C. Rutledge (* 17. Februar 1906; † 14. Juli 1990) war ein US-amerikanischer Bauingenieur (Geotechnik).
Rutledge studierte an der Harvard University (Bachelor 1927), erwarb seinen Master-Abschluss in Bauingenieurwesen 1933 am Massachusetts Institute of Technology und wurde 1939 in Harvard promoviert. Er gehörte damals in den USA zu den Mitbegründern und Pionieren der Bodenmechanik und organisierte mit Arthur Casagrande die First International Conference on Soil Mechanics and Foundation Engineering (ICSMFE) 1937 in Harvard. 1937 bis 1943 war er Professor an der Purdue University und danach bis 1952 an der Northwestern University. Dort entwickelte er mit Jorj O. Osterberg neue Laborgeräte für die Bodenmechanik. Außerdem schrieb er 1947 einen einflussreichen Bericht über die Versuche zur Scherfestigkeit von Ton von Arthur Casagrande und Donald Wood Taylor bei der Waterways Experiment Station. Während des Zweiten Weltkriegs war er Berater des US-Militärs für den Bau von Start- und Landebahnen und leitete die bodenmechanische Forschung dazu. Ab 1952 war er selbständiger geotechnischer beratender Ingenieur in der Firma Mueser Rutledge Consulting Engineers in New York City (mit William H. Mueser). 1977 ging  er in den Ruhestand.
Er befasste sich neben grundlegenden Fragen der Bodenmechanik (wie Einfluss einer Vorbelastung auf die Scherfestigkeit von Tonen, Stabilität von Gründungen bei seitlicher Belastung, Lastübertragung in Pfahlgründungen, Einfluss der Störung von Proben auf Konsolidierungsversuche) als geotechnischer Berater unter anderem mit Dammbau, Wasserbau, Tunnelbau, Gründungen. Er war an mehreren großen Dammprojekten in Kalifornien beteiligt, beriet beim Plowshare Project der Atomic Energy Commission (Einsatz von Atombomben für Erdarbeiten), Barrieren zur Salzkontrolle in der Bucht von San Francisco, Gründungen für Teilchenbeschleuniger beim Lawrence Berkeley National Laboratory, Pumpspeicherwerken in New York, die Gründung des Raketenmontagegebäudes in Cape Kennedy, Gründung von Atomkraftwerken am Savannah River, Gründung der Texas Towers (Radarplattformen auf Bohrinseln), die U-Bahn in Washington, D.C. und Gründungen von Kongressbauten in Washington und er war an der Atlantic-Pacific Interoceanic Sea Level Canal Study des US Army Corps of Engineers beteiligt.
1962 bis 1974 war er Vorsitzender des Beratungsgremiums für Dammbauten des California Department of Water Resources.
1968 hielt Rutledge die Terzaghi Lecture. Er war Mitglied der National Academy of Engineering (1968). 1955 war er Präsident der Sektion New York der ASCE und 1958 bis 1960 Präsident der ASCE. 1947 bis 1952 war er Vorsitzender von deren Geotechnical Engineering Division.